# Iwona Taranowicz
Iwona Janina Taranowicz – polska socjolog, dr hab. nauk humanistycznych, adiunkt  Instytutu Socjologii Wydziału Nauk Społecznych Uniwersytetu Wrocławskiego i Katedry Zdrowia Publicznego Wydziału Nauk o Zdrowiu Uniwersytetu Medycznego im. Piastów Śląskich we Wrocławiu.

## Życiorys
W 1980 ukończyła studia socjologiczne na Uniwersytecie Wrocławskim. Obroniła pracę doktorską, 27 maja 2011 habilitowała się na podstawie pracy zatytułowanej Zdrowie i sposoby radzenia sobie z jego zagrożeniami. Analiza socjologiczna. Objęła funkcję adiunkta w Instytucie Socjologii na Wydziale Nauk Społecznych Uniwersytetu Wrocławskiego, oraz w Katedrze Zdrowia Publicznego na Wydziale Nauk o Zdrowiu Uniwersytetu Medycznego im. Piastów Śląskich we Wrocławiu.
Była kierownikiem, a także starszym wykładowcą w Zakładzie Pielęgniarstwa Społecznego na Wydziale Zdrowia Publicznego Akademii Medycznej im. Piastów Śląskich.